# Lưới phía bắc
Lưới phía bắc là một thuật ngữ điều hướng đề cập đến hướng bắc dọc theo các đường lưới của hình chiếu bản đồ. Nó tương phản với hướng bắc thực (hướng Bắc Cực) và hướng bắc từ tính (hướng mà kim la bàn chỉ). Nhiều bản đồ địa hình, bao gồm cả bản đồ của Khảo sát Địa chất Hoa Kỳ và Khảo sát Bản đồ của Vương quốc Anh, cho thấy sự khác biệt giữa lưới phía bắc, phía bắc thực và phía bắc từ tính.
Các đường lưới trên bản đồ Khảo sát bản đồ chia Vương quốc Anh thành các ô vuông một km, ở phía đông của một điểm zero tưởng tượng ở Đại Tây Dương, phía tây Cornwall. Các đường lưới chỉ đến một lưới Bắc, thay đổi một chút so với Bắc thật. Sự thay đổi này là do đường zero trên kinh tuyến trung ương (đường bắc-nam) của bản đồ, mà là ở hai độ Tây của Prime Meridian, và lớn nhất ở các cạnh bản đồ. Sự khác biệt giữa lưới phía bắc và phía bắc thực là rất nhỏ và có thể bỏ qua cho hầu hết các mục đích điều hướng. Sự khác biệt tồn tại bởi vì sự tương ứng giữa bản đồ phẳng và Trái đất tròn nhất thiết không hoàn hảo.
Tại Nam Cực, lưới phía bắc thông thường chỉ về phía bắc dọc theo Prime Meridian. Vì các kinh tuyến hội tụ ở hai cực, các hướng đông và tây thực sự thay đổi nhanh chóng trong điều kiện tương tự như khóa gimbal. Lưới phía bắc sẽ giúp giải quyết vấn đề này.